# Cucumis maderaspatanus

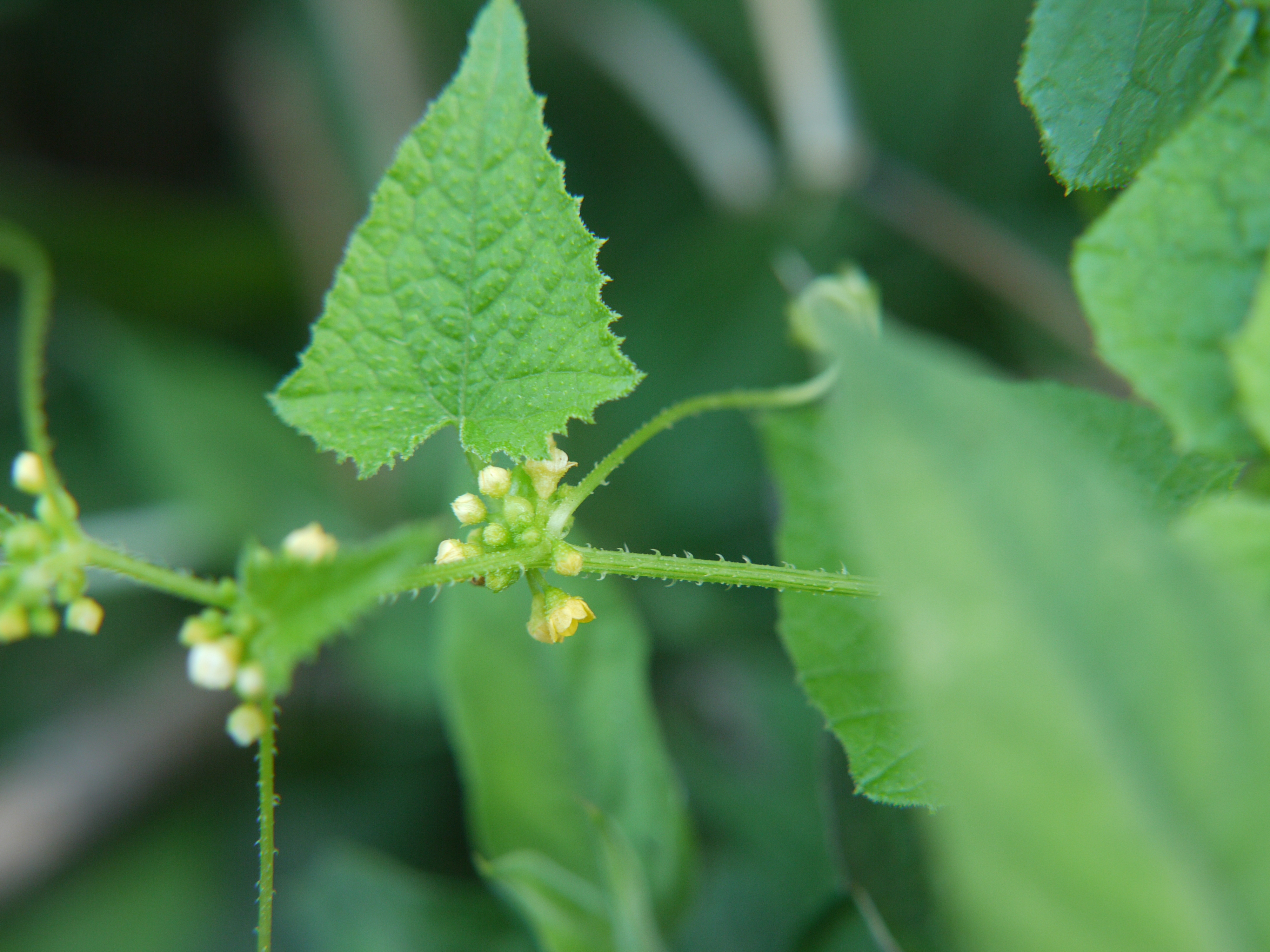
Květy v paždí listu

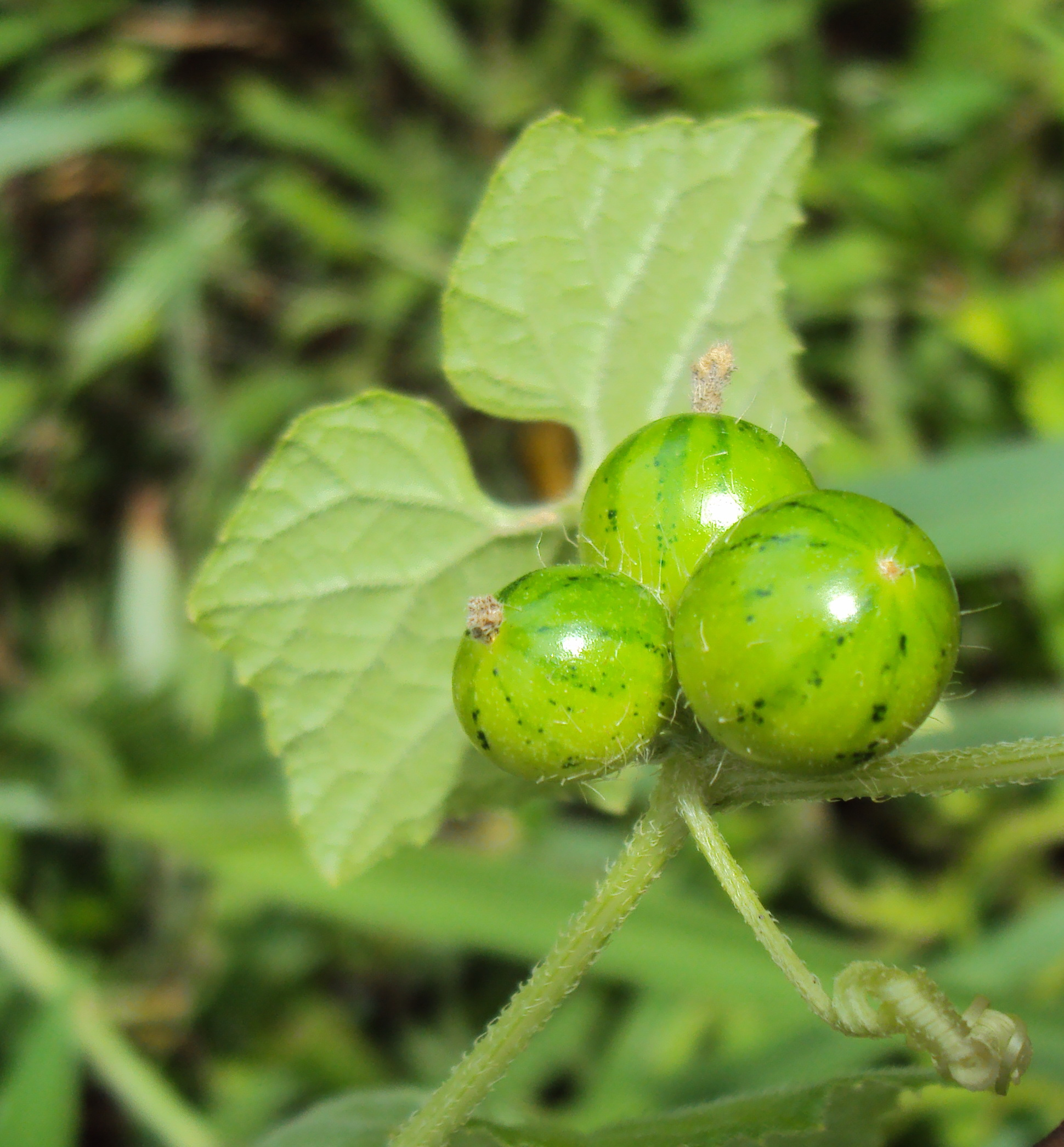
Nezralé plody

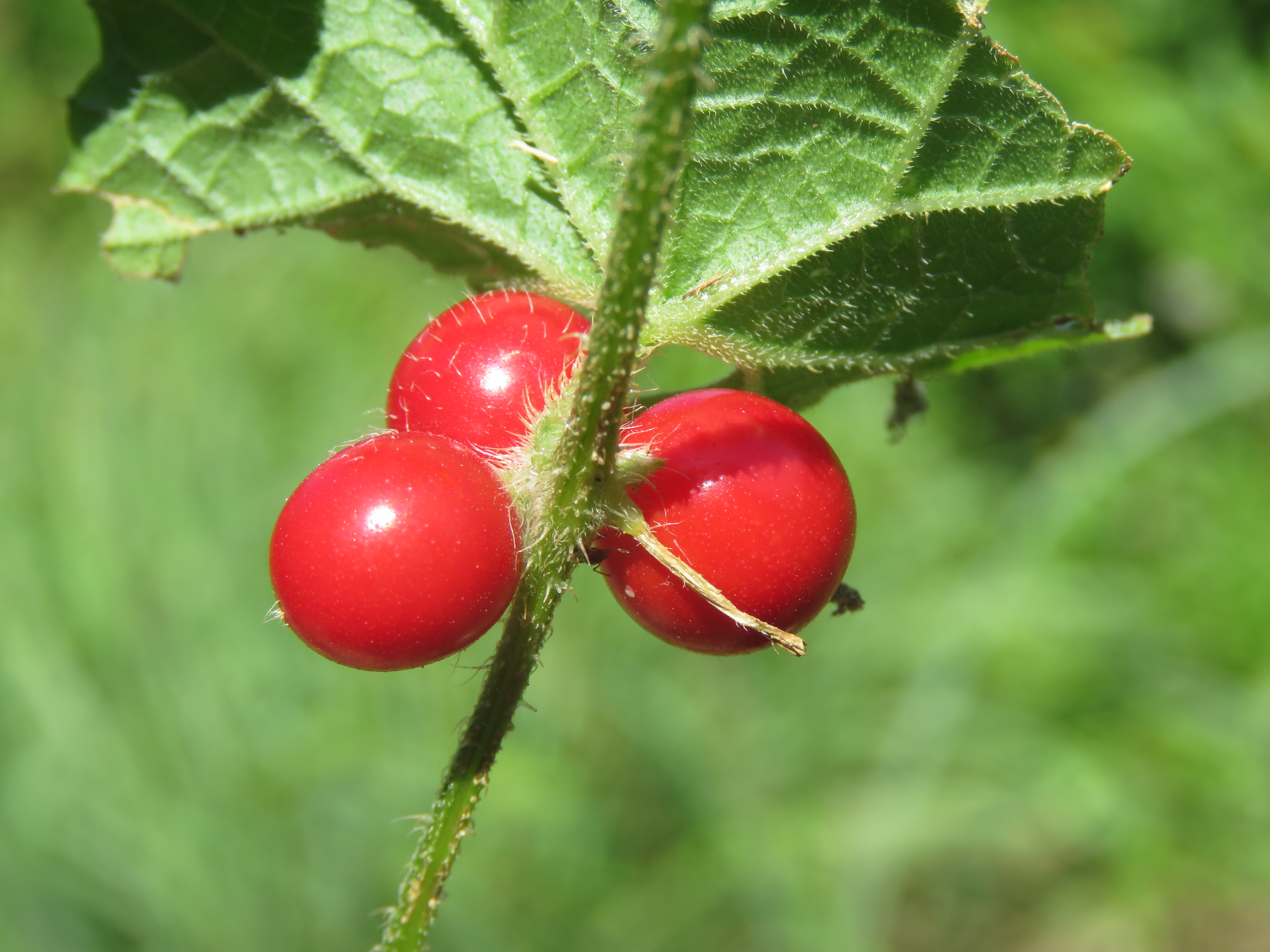
Dozrávající plody

Cucumis maderaspatanus je  vytrvalá rostlina, druh z rodu okurka, rostoucí v oblastech se subtropickým až tropickým podnebím. Má větvené lodyhy s oplétavými úponky napomáhající v popínaní lodyh, které mívají drobné, kulaté, ve zralosti červené plody velké asi 1 cm. Plody jsou poživatelné a rostliny slouží také v domorodé medicíně.

## Rozšíření
Druh pochází a je hojně rozšířen na území Afriky, Asie i Austrálie s trvale teplým podnebím. V Africe se vyskytuje od severní linie spojující Senegal na západě a Súdán na východě po Jihoafrickou republiku na jihu, včetně Madagaskaru. V Asii je rozšířen od Pákistánu a Indie na západě po Indonésii, Malajsii a Filipíny na východě. Je původním druhem i na Nové Guineji a v severních oblastech Austrálie. Druhotně byl rozšířen i do jihovýchodní Číny a na Tchaj-wan.

## Taxonomie
Druh byl C. Linném roku 1753 popsán a zařazen do rodu Cucumis pod vědeckým jménem Cucumis maderaspatanus. Později byl rod Cucumis postupně rozdělen podle morfologických znaků do rodů Cucumella, Dicoelospermum, Melothria, Mukia, Myrmecosicyos, Oreosyce, Solena a Zehneria. Cucumis maderaspatanus byl následně přejmenován na Mukia maderaspatana.
Na přelomu 19. a 20. století, na základě dat z fylogenetické analýzy, bylo zjištěno, že rody Cucumella, Dicaelospermum, Mukia, Myrmecosicyos a Oreosyce jsou vnořené do rodu Cucumis, který je tím pádem parafyletický. Proto bylo těchto pět rodů vráceno do rodu Cucumis a druh Mukia maderaspatana dostal nazpět jméno Cucumis maderaspatanus.

## Ekologie
Cucumis maderaspatanus je hodně rozšířený a nachází se široké škále půd v relativně otevřených, často narušených stanovištích od hladiny moře až do nadmořské výšky 1500 m. Vyskytuje se ve světlých lesích, starých pasekách, na opuštěných pastvinách, v křovinách i na skalnatých svazích, stejně jako na pobřežních písčinách nebo říčních naplaveninách. Roste na místech, kde má dostatek světla i vláhy. V tropech kvete a plodí po celý rok, v chladnějších subtropech kvete od dubna do října. Ploidie druhu je 2n = 22.

## Popis
Vytrvalá, jednodomá, popínavá nebo poléhavá bylina s až 4 m dlouhými lodyhami. Bohatě větvené lodyhy, stejně jako otáčivé úponky až 15 cm dlouhé, jsou pokryté bělavými chloupky a při dostupnosti podpěry se pnou vzhůru, jinak poléhají po půdě. Střídavě vyrůstající listy mají 1 až 8 cm dlouhé řapíky a co do tvaru jsou hodně variabilní, jsou dlouhé 3 až 11 cm a téměř stejně tak i široké. Čepele bývají v obryse úzce či široce vejčité až hrálovité či šípovité, jsou tmavě zelené a dlanitě laločnaté. Mívají tři až pět mělkých, trojúhelníkovitých laloků na bázi srdčitých a na vrcholu tupých, po obvodě nepravidelně pilovitých, zvlněných a oboustranně drsných, střední lalok je největší. Palisty nejsou vyvinuté.
Květy jsou drobné, jednopohlavné, pětičetné, mají jasně žlutou barvu a na první pohled jsou samčí i samičí vzhledově stejné. Vyrůstají obvykle ve svazečcích z paždí listů. Samičí na krátkých stopkách v početnějších svazečcích, samičí jsou téměř přisedlé a objevují se jednotlivě nebo po třech, pěti až deseti. Květní lůžko bývá velké asi 1,5 mm, kalich je zvonkovitý, jeho zelené, šídlovité, chlupaté cípy tvoří asi 1 mm trubku. Koruna má žluté lístky velké asi 2 mm, podlouhlé a na vrcholu tupé. Samčí květ má tři volné tyčinky s podlouhlým prašníkem a rudimentální semeník. Samičí květ má spodní vejčitý semeník a čnělku s trojlaločnou bliznou.
Plod je hladká, kulovitá, šťavnatá bobule o průměru asi 1 cm, která je zprvu zelená s podélnými bílými pruhy a chlupatá, později oranžová a ve zralosti jasně červená a lysá. Má krátkou stopku a obsahuje čtyři až osm žlutohnědých, podlouhle vejčitých semen asi 4 mm dlouhých a 2,5 mm širokých. Bývá součásti plodenství se dvěma až osmi květy v paždí listů. Zralé plody jsou lidmi poživatelné.

## Význam
Rostliny nebývají pěstovány, listy i plody se pouze sbírají z bylin v přírodě volně rostoucích. Listy jsou bez problémů spásány zvířaty, ale plody ve větším množství jim škodí. Zralé bobule jsou vítanou potravou ptáků, kteří rozšiřují jejich semena po okolí a tak rostliny rozmnožují. Listy, lodyhy, plody i semena jsou v místních asijských medicínách různě používány proti mnoha neduhům. Od léčky neplodnosti, zažívacích neduhů, bolesti zubů až k léčbě cukrovky a ekzémů. Jinak jsou plody i smažené listy v domácnostech konzumovány.